# Pietro Provedi
Pietro Provedi, né en 1562 à Sienne et mort en 1623 à Naples, est un frère jésuite et architecte baroque italien.

## Biographie
En 1604, Pietro Provedi entre dans la Compagnie de Jésus comme frère coadjuteur. Sa formation spirituelle terminée, il est d'abord graveur sur métal et sur bois, avant de se consacrer complètement à l'architecture. Il est même officiellement nommé en 1613 architetto della Compagnia del Gesù nella provincia napoletana (architecte de la Compagnie de Jésus de la province napolitaine) et construit de nombreux édifices jésuites en Italie méridionale. Quelques-unes de ses œuvres sont fameuses, comme l'église du Très-Saint-Rosaire de Paule, l'église de Jésus-et-Marie de Castellamare di Stabia, ainsi que le collège Sant'Ignazio al Mercato de Naples.

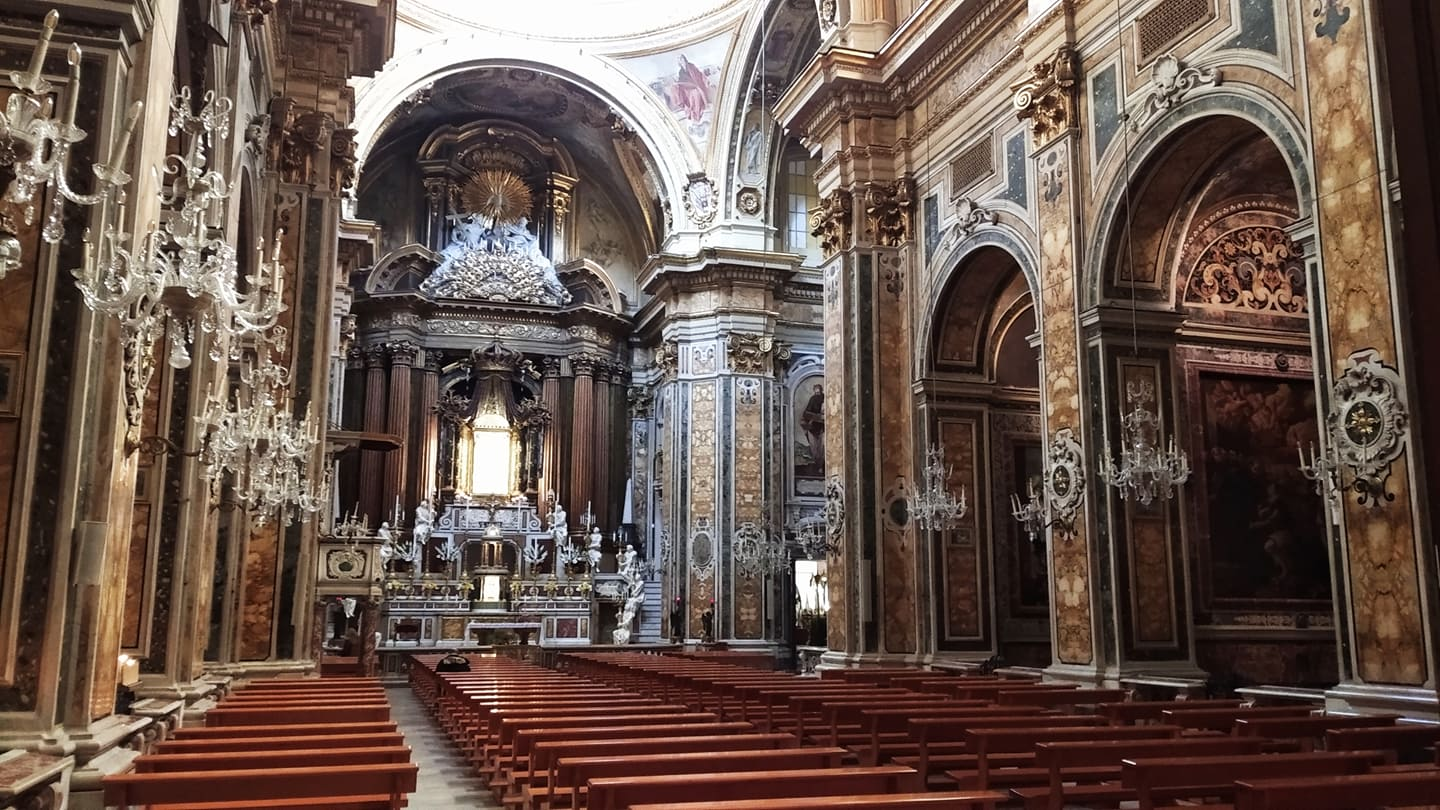
Intérieur de la basilique du Gesù Vecchio.

Ce qui est considéré comme son chef-d'œuvre est cependant la basilique du Gesù Vecchio dont le projet est examiné par Orazio Torriani (en) et approuvé ensuite. Le projet est exécuté par le frère jésuite avec l'aide de Torriani et représente un des premiers exemples du baroque napolitain. Ensuite l'église du Gesù Nuovo est construite selon les plans de son confrère jésuite Giuseppe Valeriano (1542-1596) ; c'est également une église qui joue un rôle éminent dans le témoignage du baroque napolitain.

## Source
- (it) Cet article est partiellement ou en totalité issu de l’article de Wikipédia en italien intitulé « Pietro Provedi » (voir la liste des auteurs).